# Jerzy Holzer
Jerzy Stanisław Holzer (ur. 24 sierpnia 1930 w Warszawie, zm. 14 stycznia 2015 tamże) – polski historyk i politolog, uczestnik opozycji demokratycznej w PRL. Był autorem artykułów i książek o dziejach Polski oraz powszechnych XX wieku, a szczególnie historii Niemiec.

## Życiorys
Urodził się w Warszawie w zasymilowanej rodzinie żydowskiej, jako syn Ignacego Holzera. Okres II wojny światowej przetrwał w stolicy dzięki pomocy sąsiadów i przyjaciół ojca. Brał udział w tajnych kompletach. Jego rodzina nie przeniosła się do getta i faktycznie się nie ukrywała. W 1943 przyjął wraz z całą rodziną chrzest. Przeżył powstanie warszawskie.
W 1948 wstąpił do komunistycznego Związku Walki Młodych, a potem do Polskiej Zjednoczonej Partii Robotniczej, której członkiem był do 1979. Został młodzieżowym aparatczykiem w Związku Młodzieży Polskiej.
W latach 1950–1954 studiował historię na Uniwersytecie Warszawskim. Od 1954 do 2000 pracownik Instytutu Historycznego tejże uczelni. Był aspirantem w Instytucie Nauk Społecznych przy KC PZPR w latach 1954–1957. W 1960 obronił rozprawę doktorską pt. Polska Partia Socjalistyczna 1917–1919, przygotowaną na seminarium Żanny Kormanowej. 
W 1990 uzyskał tytuł profesora. Pełnił m.in. funkcję kierownika Zakładu Studiów nad Niemcami. Był wieloletnim pracownikiem Instytutu Studiów Politycznych PAN oraz Collegium Civitas, członkiem Polskiej Akademii Nauk. Wykładał na uniwersytetach w Moguncji, Fryburgu Bryzgowijskim i Berlinie.
Od 1978 współpracował z Komitetem Obrony Robotników. Był stałym autorem wydawnictw bezdebitowych „Biuletyn Informacyjny”, „Zapis” oraz „Głos”. Uczestniczył w niezależnym seminarium naukowym dotyczącym historii najnowszej (wraz m.in. z Krystyną Kersten, Andrzejem Paczkowskim, Anną Radziwiłł, Adamem Michnikiem, Maciejem Koźmińskim i Marią Turlejską).
Od 1978 był zaangażowany w tworzenie podziemnej organizacji Polskie Porozumienie Niepodległościowe. 23 sierpnia 1980 roku dołączył do apelu 64 uczonych, pisarzy i publicystów do władz komunistycznych o podjęcie dialogu ze strajkującymi robotnikami. W latach 1980–1981 współtworzył „Solidarność” na Uniwersytecie Warszawskim. W listopadzie 1980 został członkiem Towarzystwa Kursów Naukowych. Internowany 13 grudnia 1981 na cztery miesiące, najpierw w Białołęce, potem w Jaworzu. W 1983 wydał pierwszą monografię poświęconą „Solidarności” - „Solidarność” 1980–1981. Geneza i historia, która doczekała się wielu przedruków.
W 1990 wraz z trzema osobami (historyk Andrzej Ajnenkiel, dyrektor Archiwum Akt Nowych Bogdan Kroll oraz Adam Michnik, poseł OKP) tworzył komisję do spraw zbiorów archiwalnych Ministerstwa Spraw Wewnętrznych, która na prośbę ówczesnego szefa MSW Krzysztofa Kozłowskiego uzyskała dostęp do archiwów MSW bez akt wydziału I (wywiad i kontrwywiad).
Był członkiem Kolegium Programowego Muzeum II Wojny Światowej.
Dwukrotnie żonaty. Pierwszą żoną była Teresa Holzer, po raz drugi ożenił się z Barbarą Stępniewską-Holzer. Miał troje dzieci. Synów Ryszarda (z pierwszego małżeństwa) i Filipa oraz córkę Natalię.
Zmarł w Warszawie, pochowany 20 stycznia 2015 na cmentarzu Powązkowskim (kwatera 242-5-27).

## Uczniowie
Do grona jego uczniów można zaliczyć takie osoby, jak: Jacek Bartyzel, Wojciech Jaworski, Yurij Malafeer, Jolanta Niklewska, Jerzy Pająk, Jerzy Zbigniew Pająk, Jan Skórzyński, Tadeusz Szumowski, Piotr Wróbel, Andrzej Żbikowski.

## Ważniejsze prace
- Polska w pierwszej wojnie światowej wraz z Janem Molendą, 1962, 1967, 1973
- Od Wilhelma do Hitlera, 1963
- Kryzys polityczny w Niemczech 1928-1930. Partie i masy, 1970
- Państwo Hitlera, 1972
- Mozaika polityczna Drugiej Rzeczypospolitej, 1974
- PPS. Szkic dziejów, tom 308 serii wydawniczej Omega, 1977
- Solidarność 1980–1981. Geneza i historia, 1983 (wydanie podziemne)
- Historia Polski (1986, współautor z Janem Kieniewiczem i Michałem Tymowskim)
- Solidarność w podziemiu (wspólnie z Krzysztofem Leskim), 1990
- Komunizm w Europie, 2000
- Europejska tragedia XX wieku. II wojna światowa, 2005
- Europa wojen 1914–1945, 2008
- Europa zimnej wojny, 2012 (książka została nagrodzona Nagrodą Klio oraz nagrodą im. Jana Długosza)[14]

## Ordery i odznaczenia
- Krzyż Oficerski Orderu Odrodzenia Polski (pośmiertnie, 2015)[15]
- Krzyż Kawalerski Orderu Odrodzenia Polski (30 października 1998)[16]
- Medal Stowarzyszenia Autorów ZAiKS (2009)[17]